# Peter Hanning Motzfeldt
Peter Hanning Motzfeldt (* 13. Dezember 1774 in Skogn; † 7. Oktober 1835 in Kopenhagen) war ein norwegischer Beamter und Inspektor von Grönland.

## Leben

### Frühes Leben
Peter Hanning Motzfeldt war der Sohn des Oberstleutnanten Lorentz Marcus Hanning (1739–1817) und seiner Frau Marie Sophie Motzfeldt (1730–1782) und wurde in einem Ort südlich von Levanger geboren. Er nahm mit königlicher Bewilligung den Nachnamen seiner Mutter als Nachnamen an und den Nachnamen seines Vaters als Mittelnamen, also genau andersherum als üblicherweise. Die adelige Familie Motzfeldt stammte ursprünglich aus Moosfelde, heute einem Stadtteil von Arnsberg. Im 17. Jahrhundert wanderte Peter Motzfeldt von Lüneburg nach Kopenhagen aus. Seine Nachkommen ließen sich in Norwegen nieder und wurden eine bedeutende Familie. Der Politiker Peter Motzfeldt (1777–1854) war ein Cousin von Peter Hanning Motzfeldt.
Im Alter von etwa 10 oder 11 Jahren wurde er als Assistent des Sorenskrivers Henrik Helkand Bull im Ryfylke angestellt. Dieser war mit Elen Christine Motzfeldt, Peters Tante, verheiratet. Nach rund zehn Jahren zog Peter nach Kopenhagen, wo er am 19. April 1794 das juristische Examen an der Universität Kopenhagen ablegte.

### Zeit als Handelsassistent und Kolonialverwalter
Nur sieben Tage später wurde er von Den Kongelige Grønlandske Handel angestellt, um Handelsdienst in Grönland zu leisten. Am 25. August 1794 trat er das Amt als Handelsassistent in der Loge Godhavn in Qeqertarsuaq an.
Am 31. Juli 1795 wurde er zum Oberassistenten befördert und erhielt somit die Aufsicht über die Walfängeranlage Kronprinsens Ejlande in Kitsissut, wo er am 12. August seinen Dienst antrat. Ab 1796 gehörte die Walfängeranlage Hunde Ejlande in Kitsissuarsuit zu Kronprinsens Ejlande, sodass Motzfeldt auch diese leiten musste, aber die dortigen Walfänger weigerten sich, mit ihm zusammenzuarbeiten, woran auch angedrohte Geld- und Prügelstrafen von Inspektor Børge Johan Schultz nichts änderten. Im Herbst 1796 blieb die Kohlenversorgung aus, sodass er seine Wohnung nicht heizen konnte und in ein grönländisches Wohnhaus umziehen musste, was seine gesundheitliche Verfassung verschlechterte.
Am 29. Juni 1799 übernahm er das Amt des Kolonialverwalters in der Kolonie Ritenbenk in Appat. Dort hatte er eine ruhige Amtszeit, welche er nutzte, um einen ausführlichen Bericht über die Kolonialdistrikte, in denen er tätig war, schrieb.

### Zeit als Inspektor
Am 18. März 1801 sollte er nach Qeqertarsuaq reisen, um den an Skorbut leidenden Inspektor Claus Bendeke zu unterstützen. Am 30. Mai 1801 übernahm er das Amt kommissarisch, während Bendeke nach Europa reiste. Bereits im ersten Winter kam es zu Problemen, da nach der Seeschlacht von Kopenhagen im April die Handelsschiffe sich verspäteten, was zu Versorgungsproblemen führte. Am 23. März 1803 wurde Bendekes Rücktrittsgesuch angenommen und Peter Hanning Motzfeldt wurde fest zum Inspektor von Nordgrönland ernannt. Die folgenden Jahre verliefen ruhig, aber wegen mangelnder Gesundheit bat er 1807 um seinen Rücktritt für spätestens 1809.
1807 brach der Kanonenbootkrieg zwischen Dänemark-Norwegen und England aus. Dadurch konnten keine Handelsschiffe mehr nach Grönland kommen, was die Versorgungslage stark betraf. Motzfeldt, der an einen Rücktritt nicht mehr denken konnte, ließ die Essensrationen erst halbieren, später vierteln, und weil es auch an Munition fehlte, ließ der Inspektor alles Blei, das er finden konnte zusammensammeln und auch das Bleidach der Kirche in Ilulissat einschmelzen. Gemeinsam mit seinem südgrönländischen Kollegen und Freund Marcus Nissen Myhlenphort organisierte er die Versorgung Grönlands über das feindliche England, was der Handelsdirektion missfiel, jedoch wären andernfalls vermutlich große Teile der Kolonisten verhungert. Obwohl Nordgrönland mehr Waren erhielt als Südgrönland, wurden diese schneller aufgebraucht, sodass Motzfeldt 1810 nach Südgrönland reisen musste, wo Myhlenphort ihm einen Teil der Vorräte seines Inspektorats überließ. Dies führte zu Unzufriedenheit bei den südgrönländischen Handelsangestellten. Der Krieg sorgte auch dafür, dass mangels Schiffen, Munition und Personal der Walfang eingestellt werden musste, der trotz der Wiederaufnahme nach dem Krieg nie wieder das Niveau der Vorkriegszeit erreichte. Dazu trug auch bei, dass wie einige Jahrzehnte zuvor die englischen Walfänger ihre Aktivitäten in der Diskobucht wieder verstärkten. Während des Kriegs lebte zeitweise der deutsche Mineraloge Carl Ludwig Giesecke bei Motzfeldt, zeitweise bei Myhlenphort, da er nicht mehr nach Europa zurückkehren konnte. Am 4. Januar 1811 brannte es in der Inspektorenwohnung, aber das Feuer konnte gelöscht werden. Im Herbst 1812 stürzte er und verstauchte sich die Schulter und musste drei Wochen lang das Bett hüten.
Peter Hanning Motzfeldt galt als pflicht- und verantwortungsbewusst. Er setzte sich sowohl für das Wohlergehen der Kolonisten als auch der grönländischen Bevölkerung ein. Gemeinsam mit Myhlenphort arbeitete er für eine Verbesserung der Bedingungen für Handel und Bevölkerung, aber alle Bemühungen waren kriegsbedingt vergebens. Sein Bericht von 1799 zeugt von den Plänen, die er mit seinem Inspektorat hatte. Zu seinen Reformvorschlägen gehörte die Einführung eines Rechtssystems, eines europäischen Finanzsystems und die Aufklärung der grönländischen Bevölkerung. Für letzteres arbeitete er mit dem Missionar von Jakobshavn Eskild Sønnichsen Bram Pläne zur Errichtung eines Seminariums aus, die anschließend von Myhlenphort übernommen wurden. Auch diese Pläne fielen dem Krieg zum Opfer, wurden 1845 aber dennoch durchgeführt (siehe Grønlands Seminarium). Motzfeldt baute auch die Versuche mit den von Claus Bendeke eingeführten Banknoten, die aus alten Spielkarten bestanden, aus und führte damit das bis 1950 geltende Geldwesen in Grönland ein.
Peter Hanning Motzfeldt war unverheiratet, aber lebte in einer Beziehung mit seiner Haushälterin Cecilie Dalager (1784–1866), einer Enkelin von Carl Dalager. Mit dieser hatte er zahlreiche Kinder, die eine große Nachkommenschaft in Grönland hinterließen.

### Spätes Leben
1815 kehrte Peter Hanning Motzfeldt mit einer Beurlaubung nach Europa zurück, wobei ihn seine beiden Söhne begleiteten. Der Kolonialverwalter der Loge Godhavn Frederik Diderik Sechmann Fleischer wurde zu kommissarisch zu seinem Nachfolger ernannt.
Es zeigte sich, dass Motzfeldt nicht nach Grönland zurückkehren sollte. Am 8. April 1817 wurde er zum Mitglied der vierköpfigen Direktion von Den Kongelige Grønlandske Handel ernannt. Am 11. Februar 1820 heiratete er Emilie Wilhelmine Ernst (1794–1838), Tochter des Kaufmanns Hans Jørgen Ernst (1752–1825) und seiner Frau Anna Maria West (um 1769–1805). Seine Frau war die Nichte seines Nachfolgers als Inspektor von Nordgrönland Johannes West. Ihr Bruder Carl Edvard Ernst kam 1820 in Handelsdiensten nach Grönland, wo er bis 1825 diente. 1824 erhielt Peter Hanning Motzfeldt den Titel eines Justizrats. Er starb 1835 in Kopenhagen im Alter von 60 Jahren. Sein älterer Sohn Peter Hanning Motzfeldt (1804–1871) kehrte später als Kolonialverwalter nach Grönland zurück und wurde zum Stammvater der grönländischen Familie Motzfeldt, während der jüngere Sohn, der eigentlich Missionar werden sollte, während des Theologiestudiums in Kopenhagen verstarb.